# Carnaval d'Oruro
Le carnaval d'Oruro est le plus grand événement culturel annuel de Bolivie. Carnaval célébré dans la ville de Oruro, la capitale du folklore du pays, il fait partie du festival Ito en l'honneur du peuple Uru.
« Le carnaval d'Oruro » a été inscrit en 2008 par l'UNESCO sur la liste représentative du patrimoine culturel immatériel de l'humanité (originellement proclamé en 2001).

## Historique

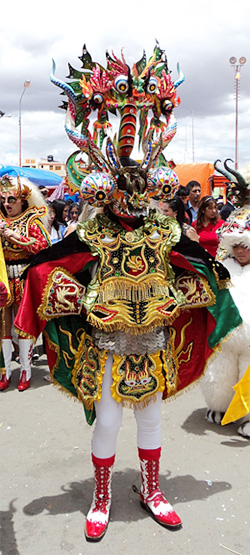
Diablada lors du carnaval du 2 février 2011

Les cérémonies proviennent de coutumes andines, des invocations faites autour de la Pachamama (la Terre Mère, transformée en la Vierge nué à célébrer le festival sous la forme du rituel catholique de la Chandeleur, pendant la première semaine de février. Les icônes chrétiennes ont été utilisées pour cacher les représentations de dieux andins, et les saints chrétiens représentaient des divinités andines.
Aujourd'hui, le carnaval dure quatre jours pour se clore à Mardi Gras.
La légende raconte aussi que, en 1789, une fresque de la Vierge Marie apparut miraculeusement dans un des puits de la mine d'argent la plus riche d'Oruro. Depuis, le Carnaval a lieu en l'honneur de la Virgen de la Candelaria (Vierge de la Chandeleur) ou Virgen del Socavón (Vierge de la Mine). Les éléments les plus importants du carnaval se produisent maintenant autour de la Sanctuaria del Socavón (L'église de la Mine).

## Déroulement

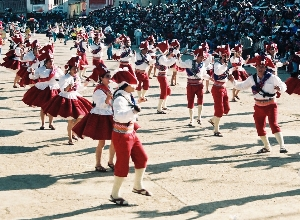
Carnaval d'Oruro en 1993.

Le carnaval commence par une cérémonie dédiée à la Virgen del Socavón. Des fanfares jouent dans la grotte de Pie de Gallo, le dimanche, ce qui représente le salut à la Vierge. Le point culminant du carnaval en est la grande procession qui voit défiler, pendant vingt heures et sur un parcours de quatre kilomètres, plus de 28 000 danseurs et 10 000 musiciens par groupes de cinquante danseurs. Ces groupes présentent diverses danses typiques du folklore comme les Caporales, Diablada, Kantus, Kullawada, Llamerada, Morenada, Potolo, Pujllay, Suri Sikuris, Tinku, Tobas et Waca Waca.
La procession se termine par la présentation de deux pièces de théâtre, qui rappellent les mystères médiévaux. La première a pour thème la conquête espagnole tandis que la seconde tourne autour de la bataille classique entre le bien et le mal, avec l'archange Michel qui triomphe du diable et des sept péchés capitaux. L'adoption de ce dernier a été introduit par le clergé catholique en 1818.  